# حسین‌آباد (زواره)
حسین‌آباد یک منطقهٔ مسکونی در ایران است که در استان اصفهان واقع شده‌است. حسین‌آباد ۵۲ نفر جمعیت دارد.